# Setodes muglaensis
Setodes muglaensis är en nattsländeart som beskrevs av Füsun Sipahiler 1989. Setodes muglaensis ingår i släktet Setodes och familjen långhornssländor. Inga underarter finns listade i Catalogue of Life.